# 에틸렌다이아민
에틸렌다이아민(영어: ethylenediamine), 에틸렌디아민 또는 1,2-다이아미노에테인(영어: 1,2-diaminoethane)은 유기 화합물의 일종이다. 킬레이트제로 작용할 수 있으며 리간드일 경우 en으로 축약시켜 표기하기도 한다. 화학식은 C2H4(NH2)2이다. 무색 액체 상태로 존재하며 분자량은 60.1, 밀도는 0.899g/cm3, 녹는점은 8.5℃, 끓는점은 116.5℃이다. 강염기성이며, 암모니아 냄새가 난다.

## 제법
에틸렌다이아민은 암모니아와 1,2-다이클로로에테인의 반응으로 얻어진다. 반응식은 다음과 같다.
ClCH2CH2Cl + 4 NH3 → H2NCH2CH2NH2 + 2 NH4Cl

## 용도
에틸렌다이아민은 여러 가지 용도로 사용된다. 대표적인 것으로는 다음과 같은 것들이 있다.

### 합성의 재료
에틸렌다이아민은 유기 합성의 원료로 사용된다. 에틸렌다이아민으로부터 생성되는 물질은 대표적으로 다음과 같은 것들이 있다.
- 에틸렌다이아민테트라아세트산(ethylenediaminetetraacetic acid, EDTA)는 에틸렌다이아민과 폼알데하이드, 물, 그리고 사이안화 나트륨이 반응하여 생성된다.
- 테트라아세틸에틸렌다이아민(tetraacetylethylenediamine, TAED)는 표백제에 사용되는 물질이다. TAED는 에틸렌다이아민과 아세트산이 반응한 후 무수아세트산이 반응한 결과 생성된다.
- 의약품인 아미노필린의 성분으로 사용된다. 아미노필린은 에틸렌다이아민과 테오필린을 1 : 2의 비율로 섞은 것이다.

이 외에도 각종 착화합물, 섬유처리제, 합성수지 등의 원료로도 사용된다.

### 킬레이트제
에틸렌다이아민은 두 자리 리간드로 작용할 수 있어서, 금속 이온과 배위하여 착물을 형성한다. 따라서 특정한 금속 이온을 농축, 분리, 제거, 이동하는 데 사용될 수 있다.
이러한 성질을 활용한 대표적인 예로 에틸렌다이아민 착염을 이용한 금속 이온의 분석시약을 들 수 있다. [Cuen2](NO3)2, [Coen3]Cl3와 같은 에틸렌다이아민의 금속 착염은 특정 금속 이온과 반응하여 난용성의 염을 침전시키는데, 이 성질을 이용하여 용액 내의 금속 이온의 양을 측정할 수 있다.

## 위험성
에틸렌다이아민은 체내에 흡수되었을 때 알레르기 반응을 일으킬 수 있다. 피부에 염증을 일으킬 수 있으며 점액질 막을 파괴시킬 수 있다.

### 섭취
부식성이 있어 삼킬 경우 해롭다. 목의 통증, 복통, 구토, 설사가 있을 수 있다.

### 흡입
코와 목, 호흡계에 자극을 줄 수 있다. 기침, 목의 통증, 호흡곤란이 있을 수 있다. 심할 경우 치명적일 수도 있다. 일부에게 알레르기 반응이 있을 수 있다.

### 피부
부식성이 있으며, 독성이 있다. 심한 자극과 함께 발적, 통증이 있을 수 있고 화상을 입을 수도 있다. 피부를 통해 흡수될 수 있으며 일부에게 알레르기 반응이 있을 수 있다.

### 눈
부식성이 있다. 증기는 자극성이며, 액체는 화상을 입힐 수 있다.

## 참고 문헌
- http://msds.chem.ox.ac.uk/ET/ethylenediamine.html 보관됨 2008-05-27 - 웨이백 머신
- https://web.archive.org/web/20080416220406/http://www.dow.com/amines/apps/
- https://web.archive.org/web/20080527092306/http://www.jtbaker.com/msds/englishhtml/e4500.htm